# Médailles et décorations de l'ordre souverain de Malte
L'ordre souverain de Malte décerne des médailles de service et des médailles commémoratives. 
Ces médailles ne doivent pas être confondues les insignes de chevalier/dame de l'ordre souverain de Malte

## Origines
De manière générale, les premières médailles commémoratives ou de mérite voient le jour au XIXe siècle. Au sein de l'ordre souverain de Malte, les premières médailles répondant à ces critères sont mises en place le 25 avril 1912, comme « ...signe, pour les hommes et femmes, de reconnaissance de leurs services envers l'Ordre. ». 
Les premiers récipiendaire sont ceux qui ont servi sur les différents théâtres d'opération où est intervenu l'ordre souverain de Malte en secours sanitaires (comme le tremblement de terre de Messine en 1908 ou la guerre italo-turque en 1911-1912).
 médaille de mérite d'argent.
 médaille de mérite de bronze.
Cette médaille est abandonnée lorsque la médaille de l'ordre pro Merito Melitensi est instituée en 1920.

## Ordrepro Merito Melitensi
Il existe des médailles et décorations pro Merito Melitensi ou  pro Piis Meritis pour les chefs d'état et le personnel civil, militaire et religieux.
Décorations pro Merito Melitensi pour les chefs d'état
 Collier de la classe civile,
 Collier avec épées de la classe militaire.
Décoration pro Merito Melitensi pour le personnel civil
 décoration de grand-croix classe spéciale
 décoration de grand-croix
 décoration de grand-officier
 décoration de commandeur
 décoration d'officier
 décoration de chevalier
Décoration pro Merito Melitensi pour le personnel militaire
 décoration de grand-croix classe spéciale
 décoration de grand-croix
 décoration de grand-officier
 décoration de commandeur
 décoration d'officier
 décoration de chevalier
Décoration pro Piis meritis pour le personnel religieux
 décoration de grand-croix
 décoration de croix
Médaille pro Merito Melitensi pour le personnel civil
 Médaille d'or
 Médaille d'argent
 Médaille de bronze
Médaille pro Merito Melitensi pour le personnel militaire
 Médaille d'or avec épées
 Médaille d'argent avec épées
 Médaille de bronze avec épées

## Ordre souverain de Malte
Les membres de la première classe qui ont fait vœu de « pauvreté, chasteté et obéissance aspirant à la perfection suivant l’Évangile » sont :
 Chevaliers de Justice ou Profès,
 Chapelains Conventuels Profès.
Les membres de la deuxième classe en vertu de leur promesse d’Obédience, se sont engagés à vivre selon les principes chrétiens sont :
 Chevaliers et Dames d’honneur et de dévotion en Obédience,
 Chevaliers et Dames de grâce et de dévotion en Obédience,
 Chevaliers et Dames de grâce magistrale en Obédience.
La troisième classe se compose de membres laïcs qui ne prononcent pas de vœux religieux ou de promesse, mais qui vivent selon les principes de l’Église et de l’Ordre sont :
 Chevaliers et Dames d’honneur et de dévotion,
 Chevaliers et Dames de grâce et de dévotion,
 Chapelains conventuels “ad honorem”,
 Chapelains magistraux,
 Chevaliers et Dames de grâce magistrale,
 Donats de dévotion.

## Médailles et décorations remises par le grand-magistère
médaille d'argent pour l'assistance aux réfugiés de Hongrie (décision du Conseil no 1885 du 23 mars 1957).
médaille de bronze pour l'assistance aux réfugiés de Hongrie (décision du Conseil no 1885 du 23 mars 1957).
 médaille pour l'assistance sanitaire aux chevaliers détenus au Vietnam (décret conciliaire no 5890 du 11 avril 1967).
 médaille pour les premiers secours aux pèlerins de l'année sainte de 1975 (décret magistral du 7 février 1975, n.15277).
médaille commémorative pour le tremblement de terre en Italie méridionale de 1980 (décret magistral du 11 mars 1981, n.23077).
 médaille commémorative pour les opérations en ex-Yougoslavie (décret magistral du 7 juin 1996, no 14890).
 médaille pour les premiers secours aux pèlerins du jubilé de l'an 2000.
 ruban commémoratif (barrette) pour les 50 ans de pèlerinage à Lourdes (décret magistral du 6 décembre 2007).
 médaille commémorative pour le tremblement de terre dans les Abruzzes (2009).
 médaille commémorative de la Bulle Pie Postulatio Voluntatis - MCXIII MMXIII (2013).
 médaille pour les premiers secours aux pèlerins du jubilé de la Miséricorde de 2015-2016.
 Médaille pour les campagnes de l’Ordre souverain de Malte (2020) | agrafe existante :"Covid-19" (2020) est "Ukraine" (2022)
 Médaille premiers secours aux pèlerins du jubilé (2025).

## Médailles et décorations remises par le corps international d'aide humanitaire de l'ordre souverain de Malte

### Emergency Corps of the Order of Malta(1992-2005)
médaille commémorative des opérations au Kosovo, avec la barrette métallique sur le ruban « KOSOVO 1999 » (1999) ou au Rwanda, avec la barrette métallique sur le ruban « RWANDA 2002 » (2002).

### Malteser International (2005-aujourd'hui)
médaille de mérite d'or de Malteser International.
 médaille de mérite d'argent de Malteser International.
 médaille de mérite de bronze de Malteser International.
 médaille de service de Malteser International.

## Médailles et décorations remises par les associations nationales

### Association autrichienne (Malteser Hospitaldienst)
médaille de mérite d'or.
 médaille de mérite d'argent.
 médaille de mérite de bronze.
 médaille de secours aux réfugiés du Kosovo (1999).
 médaille d'or pour l'Euro 2008 (assistance aux participants).
 médaille d'argent pour l'Euro 2008 (assistance aux participants).

### Association allemande (Malteser in Deutschland - Malteser Hilfsdienst e.V.)
médaille d'ancienneté pour 60 ans de service au sein de  Malteser Hilfsdienst.
 médaille d'ancienneté pour 50 ans de service au sein de  Malteser Hilfsdienst.
 médaille d'ancienneté pour 40 ans de service au sein de  Malteser Hilfsdienst.
 médaille d'ancienneté pour 30 ans de service au sein de  Malteser Hilfsdienst.
 médaille d'ancienneté pour 25 ans de service au sein de  Malteser Hilfsdienst.
 médaille d'ancienneté pour 20 ans de service au sein de  Malteser Hilfsdienst.
 médaille d'ancienneté pour 10 ans de service au sein de  Malteser Hilfsdienst.
 médaille de service au sein de Malteser Hilfsdienst.
 médaille commémorative des 50 ans de Malteser Hilfsdienst.
 médaille d'or pour reconnaissance.
 médaille d'argent pour reconnaissance.
 médaille de bronze pour reconnaissance.
Ces trois médailles pour reconnaissance n'existent pas en version « pendante » ; il s'agit de médailles de table accompagnées d'une « barrette », c'est-à-dire un morceau du ruban à porter sur une tenue ou un uniforme de service, au niveau de la poitrine gauche.
 ruban commémoratif (barrette) pour les Journées mondiales de la jeunesse de 2005.
 ruban commémoratif (barrette) pour la visite du pape en 2006.
 ruban commémoratif (barrette) pour la visite du pape en 2011.

### Association irlandaise (Order of Malta Irish Association and Ambulance Corps)
médaille d'ancienneté pour 50 ans de service au sein de l'association irlandaise.
 médaille d'ancienneté pour 40 ans de service au sein de l'association irlandaise.
 médaille d'ancienneté pour 30 ans de service au sein de l'association irlandaise.
 médaille d'ancienneté pour 20 ans de service au sein de l'association irlandaise.
 médaille d'ancienneté pour 10 ans de service au sein de l'association irlandaise.
 médaille commémorative pour les 900 ans de l'Ordre (1999).
 médaille commémorative des 50 ans du corps des Cadets (1999).
 médaille commémorative du pèlerinage à Lourdes de 1971.
 médaille commémorative du pèlerinage à Rome pour l'année sainte de 1975.
 médaille commémorative du pèlerinage à Rome de 1979.
 médaille commémorative du pèlerinage à Rome pour l'année sainte de 1984.
 médaille commémorative du pèlerinage à Lourdes de 1988.
 médaille commémorative du pèlerinage en Pologne de 1991.
 médaille commémorative du pèlerinage en Terre sainte de 1991.
 médaille commémorative du pèlerinage à Rome pour l[année sainte de 2000.
 médaille de service pour les jeux olympiques de 2003.
 médaille d'ancienneté pour 10 ans de service à l'OMAC.
 médaille d'ancienneté pour 20 ans de service à l'OMAC.
 médaille d'or de mérite de la St.John Ambulance Brigade (modèle 1943).
 médaille d'argent de mérite de la St.John Ambulance Brigade (modèle 1943).
 médaille de bronze de mérite de la St.John Ambulance Brigade (modèle 1943).
 médaille d'or de mérite de la St.John Ambulance Brigade (modèle 1971).
 médaille d'argent de mérite de la St.John Ambulance Brigade (modèle 1971).
 médaille de bronze de mérite de la St.John Ambulance Brigade (modèle 1971).
 médaille du Jubilé d'or (50 ans) du St.John Ambulance Corps (1988).

### Association italienne et corps militaire italien de l'ordre souverain de Malte[5]
médaille benemeriti pour les services sanitaires (guerre de 1915-1918).
Cette médaille existe en deux grades : argent (personnel de direction et d'encadrement) et bronze (personnel de service). (Décret du Souverain Conseil de l'ordre souverain de Malte du 16 janvier 1919, n.3066)
 médaille benemeriti pour les services sanitaires (guerre de 1940-1945),.
Cette médaille existe en deux grades : argent (personnel de direction et d'encadrement) et bronze (personnel de service). (Acte délibératif du président du Corps militaire italien de l'ordre souverain de Malte du 20 janvier 1945).
 croix d'ancienneté pour le Corps militaire italien de l'ordre souverain de Malte (25 ans).
Institué par le royaume d'Italie en classe d'or (personnel d'encadrement et infirmières bénévoles) et argent (personnel de service). (Décret royal du 24 octobre 1941, n. 1458). Cette croix est pratiquement en tout point semblable à celle qui récompense l'ancienneté des soldats italiens ; seul le monogramme royal a laissé place à une croix de Malte.
 médaille commémorative du Jubilé de 1933.

### Association américaine (Order of Malta Federal Association U.S.A.)
ruban du prix du Président.